# Vattendrag i Frankrike

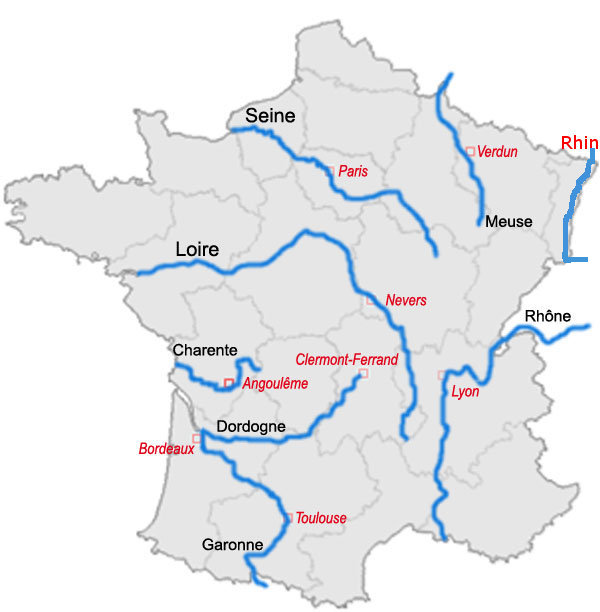
Karta över de viktigaste franska vattendragen.

Detta är en lista över vattendrag i Frankrike. De är grupperade efter hav. Vattendrag som mynnar ut i andra vattendrag är listade under vattendragen som de mynnar ut i. Vissa vattendrag (som Sûre/Sauer) flyter inte själva genom Frankrike, men nämns för att de har franska bifloder. De är markerade med kursiv. Endast vattendrag som är längre än 50 km (eller har längre bifloder) visas.
I huvudsak är Frankrike bergigt längs den östra gränsen med (från norr till söder) bergen Vogeserna, Jura och Alperna. Ytterligare berg hittas i södra till centrala Frankrike (Centralmassivet) och längs den södra gränsen till Spanien (Pyrenéerna). De största vattendragen återspeglar till stor del denna geografi, och flödar från bergen mot havet - vanligtvis flyter de norr och väster mot Atlanten och Engelska kanalen, med undantag för Rhône som rinner söderut till Medelhavet.

Fransmännen har två ord för ett vattendrag (flod); ett betydande vattendrag som rinner till havet kallas "un fleuve", och alla andra vattendrag – inklusive alla vattendrag som är bifloder till andra vattendrag – kallas "une rivière". De förstnämnda är markerade med fetstil. De flesta av de franska départements (liknande Sveriges län), såsom Saône-et-Loire, är uppkallade efter en eller två vattendrag som flyter genom dem.

## Vattendrag

### Nordsjön
Vattendragen i denna sektion är sorterade nordost (Nederländerna) till sydväst (Calais).
- Rhen/Rhin (huvudgren vid Hoek van Holland, Nederländerna)
  - Mosel/Moselle (vid Koblenz, Tyskland)
    - Saar/Sarre (nära Konz, Tyskland)
      - Nied (vid Rehlingen-Siersburg, Tyskland)
      - Blies (vid Sarreguemines)

    - Sauer/Sûre (vid Wasserbillig, Luxemburg)
      - Alzett (vid Ettelbruck, Luxemburg)

    - Orne (Moselle) (nära Mondelange)
    - Seille (vid Metz)
    - Rupt de Mad (vid Arnaville)
    - Meurthe (vid Frouard)
      - Mortagne (vid Mont-sur-Meurthe)

    - Madon (vid Pont-Saint-Vincent)
    - Vologne (vid Pouxeux)

  - Lauter (vid Lauterbourg)
  - Moder (vid Neuhaeusel)
  - Sauer (vid Seltz)
  - Ill (nära La Wantzenau)
    - Thur (nära Ensisheim)
- Maas/Meuse (huvudgren nära Hellevoetsluis, Nederländerna)
  - Sambre (vid Namur, Belgien)
  - Semois/Semoy (vid Monthermé)
  - Sormonne (vid Warcq)
  - Bar (nära Dom-le-Mesnil)
  - Chiers (vid Bazeilles)
    - Othain (vid Montmédy)
- Schelde/Escaut (nära Vlissingen, Nederländerna)
  - Lys (vid Gent, Belgien)
    - Deûle (vid Deûlémont)

  - Scarpe (vid Mortagne-du-Nord)
  - Haine (vid Condé-sur-l'Escaut)
- Yser (vid Nieuwpoort/Nieuport, Belgien)
- Aa (vid Gravelines)

### Engelska kanalen
Vattendragen i denna sektion är sorterade från öster (Calais) till väster (Brest).
- Slack (nära Fort Mahon)
- Canche (vid Étaples)
- Authie (nära Berck)
- Somme (nära Abbeville)
  - Avre (vid Amiens)
- Bresle (vid Le Tréport)
- Arques (vid Dieppe)
  - Béthune (vid Arques-la-Bataille)
- Seine (vid Le Havre)
  - Risle (vid Berville-sur-Mer)
    - Charentonne (nära Bernay)

  - Eure (vid Pont-de-l'Arche)
    - Iton (nära Louviers)
    - Avre (nära Dreux)

  - Andelle (vid Pîtres)
  - Epte (nära Vernon)
  - Oise (vid Conflans-Sainte-Honorine, väster om Paris)
    - Thérain (vid Creil)
    - Aisne (vid Compiègne)
      - Vesle (vid Condé-sur-Aisne)
      - Suippe (vid Condé-sur-Suippe)
      - Aire  (nära Grandpré)

    - Ailette (vid Quierzy)
    - Serre  (vid La Fère)

  - Marne (vid Ivry-sur-Seine, sydöst om Paris)
    - Grand Morin (nära Meaux)
      - Aubetin (vid Pommeuse)

    - Ourcq (nära Lizy-sur-Ourcq)
    - Petit Morin (vid La Ferté-sous-Jouarre)
    - Saulx (vid Vitry-le-François)
      - Chée (vid Vitry-en-Perthois)
      - Ornain (vid Pargny-sur-Saulx)

    - Blaise  (vid Arrigny)

  - Orge (vid Athis-Mons)
  - Essonne (vid Corbeil-Essonnes)
    - Juine (vid Ballancourt-sur-Essonne)

  - Loing (nära Moret-sur-Loing)
    - Ouanne (vid Conflans-sur-Loing)
    - Lunain (vid Épisy)

  - Yonne (vid Montereau-Fault-Yonne)
    - Armançon (vid Migennes)
    - Serein (vid Bassou)
    - Cure (nära Vermenton)

  - Aube (nära Romilly-sur-Seine)
    - Voire (vid Chalette-sur-Voire)
    - Aujon (vid Longchamp-sur-Aujon)

  - Barse (vid Troyes)
  - Ource (vid Bar-sur-Seine)
- Touques (vid Deauville)
- Dives (vid Cabourg)
- Orne (vid Ouistreham)
- Vire (nära Isigny-sur-Mer)
  - Aure (vid Isigny-sur-Mer)
- Douve (nära Carentan)
- Sée (nära Avranches)
- Sélune (nära Avranches)
- Couesnon (nära Mont Saint-Michel)
- Rance (vid Saint-Malo)
- Trieux (nära Lézardrieux)

### Atlanten
Vattendragen i denna sektion är sorterade norr (Brest) till söder (Spanien).
- Élorn (nära Brest)
- Aulne (vid Logonna-Daoulas)
- Odet (nära Quimper)
- Laïta (vid Guidel)
  - Ellé (vid Quimperlé)
- Blavet (vid Lorient)
  - Ével (vid Baud, Morbihan)
- Vilaine (vid Pénestin)
  - Oust (vid Redon)
    - Arz (vid Saint-Jean-la-Poterie)
    - Aff (vid Glénac)

  - Don (vid Massérac)
  - Chère (vid Sainte-Anne-sur-Vilaine)
  - Semnon (vid Bourg-des-Comptes)
  - Meu (vid Goven)
- Loire (vid Saint-Nazaire)
  - Sèvre Nantaise (vid Nantes)
  - Erdre (vid Nantes)
  - Èvre (vid Le Marillais)
  - Layon (vid Chalonnes-sur-Loire)
  - Maine (nära Angers)
    - Mayenne (nära Angers)
      - Oudon (vid Le Lion-d'Angers)
        - Verzée (vid Segré)

      - Ernée (vid Saint-Jean-sur-Mayenne)

    - Sarthe (nära Angers)
      - Loir (norr om Angers)
        - Braye (vid Lavenay)

      - Vaige (vid Sablé-sur-Sarthe)
      - Vègre (vid Avoise)
      - Huisne (vid Le Mans)

  - Thouet (vid Saumur)
    - Dive (nära Saint-Just-sur-Dive)
    - Argenton (nära Saint-Martin-de-Sanzay)
    - Thouaret (nära Thouars)

  - Vienne (vid Candes-Saint-Martin)
    - Creuse (norr om Châtellerault)
      - Gartempe (vid La Roche-Posay)
        - Anglin (vid Angles-sur-l'Anglin)
          - Salleron (vid Ingrandes)
          - Benaize (vid Saint-Hilaire-sur-Benaize)

        - Brame (vid Darnac)
        - Semme (vid Droux)

      - Bouzanne (vid Le Pont-Chrétien-Chabenet)
      - Petite Creuse (vid Fresselines)

    - Clain (vid Châtellerault)
      - Clouère (vid Château-Larcher)

    - Briance (vid Condat-sur-Vienne)
    - Taurion (vid Saint-Priest-Taurion)

  - Indre (vid Avoine)
    - Indrois (vid Azay-sur-Indre)

  - Cher (vid Villandry)
    - Sauldre (vid Selles-sur-Cher)
      - Rère (vid Villeherviers)

    - Arnon (nära Vierzon)
    - Yèvre (vid Vierzon)
      - Auron (vid Bourges)

    - Tardes (vid Évaux-les-Bains)
      - Voueize (vid Chambon-sur-Voueize)

  - Beuvron (vid Chaumont-sur-Loire)
    - Cosson (vid Candé-sur-Beuvron)

  - Vauvise (vid Saint-Satur)
  - Allier (nära Nevers)
    - Sioule (vid La Ferté-Hauterive)
      - Bouble (vid Saint-Pourçain-sur-Sioule)

    - Dore (nära Puy-Guillaume)
    - Alagnon (nära Jumeaux)
    - Senouire (nära Brioude)
    - Chapeauroux (vid Saint-Christophe-d'Allier)

  - Acolin (nära Decize)
  - Aron (vid Decize)
    - Alène (vid Cercy-la-Tour)

  - Besbre (nära Dompierre-sur-Besbre)
  - Arroux (vid Digoin)
    - Bourbince (vid Digoin)

  - Arconce (vid Varenne-Saint-Germain)
  - Lignon du Forez (vid Feurs)
  - Lignon du Velay (vid Monistrol-sur-Loire)
- Lay (vid L'Aiguillon-sur-Mer)
  - Yon (vid Le Champ-Saint-Père)
  - Smagne (vid Mareuil-sur-Lay-Dissais)
- Sèvre Niortaise (vid Marans)
  - Vendée (vid Marans)
- Charente (nära Rochefort)
  - Boutonne (vid Cabariot)
  - Seugne (nära Courcoury)
  - Bonnieure (nära Mansle)
    - Tardoire (vid Saint-Ciers-sur-Bonnieure)
      - Bandiat (vid Agris)
- Seudre (vid Marennes)
- Dordogne (till Gironde estuary nära Ambès)
  - Isle (vid Libourne)
    - Dronne (vid Coutras)
      - Lizonne (vid Saint-Séverin)
      - Côle (vid Condat-sur-Trincou)

    - Beauronne (nära Mussidan)
    - Auvézère (vid Bassillac)
    - Loue (vid Coulaures)

  - Vézère (nära Le Bugue)
    - Corrèze (vid Brive-la-Gaillarde)

  - Céou (vid Castelnaud-la-Chapelle)
  - Cère (nära Bretenoux)
  - Maronne (vid Argentat)
  - Luzège (vid Laval-sur-Luzège)
  - Triouzoune (vid Sérandon)
  - Diège (vid Roche-le-Peyroux)
  - Rhue (vid Bort-les-Orgues)
  - Chavanon (vid Confolent-Port-Dieu)
- Garonne (till Gironde estuary nära Ambès)
  - Ciron (vid Barsac)
  - Dropt (vid Caudrot)
  - Lot (nära Aiguillon)
    - Lède (nära Villeneuve-sur-Lot)
    - Célé (nära Cabrerets)
    - Truyère (vid Entraygues-sur-Truyère)
    - Colagne (vid Le Monastier-Pin-Moriès)

  - Baïse (nära Aiguillon)
    - Gélise (vid Lavardac)
      - Osse (vid Nérac)
      - Auzoue (vid Mézin)

    - Petite Baïse (vid L'Isle-de-Noé)

  - Gers (nära Agen)
  - Séoune (vid Lafox)
  - Auroue (vid Saint-Nicolas-de-la-Balerme)
  - Barguelonne (vid Golfech)
  - Arrats (nära Valence)
  - Tarn (nära Castelsarrasin)
    - Aveyron (nära Montauban)
      - Vère (vid Bruniquel)
      - Cérou (vid Milhars)
      - Viaur (vid Laguépie)
        - Céor (vid Saint-Just-sur-Viaur)

      - Tescou (nära Montauban)

    - Agout (vid Saint-Sulpice)
      - Dadou (vid Ambres)
      - Thoré (vid Castres)
      - Gijou (vid Vabre)

    - Dourdou de Camarès (vid Broquiès)
    - Dourbie (vid Millau)

  - Gimone (nära Castelsarrasin)
  - Save (vid Grenade)
    - Gesse (vid Espaon)

  - Hers-Mort (nära Grenade)
  - Touch (vid Toulouse)
  - Ariège (vid Toulouse)
    - Lèze (vid Labarthe-sur-Lèze)
    - Hers-Vif (vid Cintegabelle)

  - Louge (vid Muret)
  - Arize (vid Carbonne)
  - Salat (vid Boussens)
  - Neste (vid Montréjeau)
- Eyre/Leyre (nära Arcachon)[förtydliga]
- Adour (nära Bayonne)
  - Nive (vid Bayonne)
  - Bidouze (vid Guiche)
  - Gaves réunis (nära Peyrehorade)
    - Gave de Pau (vid Peyrehorade)
    - Gave d'Oloron (vid Peyrehorade)
      - Saison (nära Sauveterre-de-Béarn)
      - Gave d'Aspe (vid Oloron-Sainte-Marie)

  - Luy (nära Tercis-les-Bains)
    - Luy de France (nära Gaujacq)
    - Luy de Béarn (nära Gaujacq)

  - Louts (nära Hinx)
  - Midouze (nära Pontonx-sur-l'Adour)
    - Douze (vid Mont-de-Marsan)
    - Midou (vid Mont-de-Marsan)

  - Gabas (vid Toulouzette)
  - Léez (nära Aire-sur-l'Adour)
  - Arros (nära Riscle)
    - Bouès (nära Marciac)

  - Échez (vid Maubourguet)
- Bidasoa (vid Hendaye)

### Medelhavet
Vattendragen i denna sektion är sorterade väster (Spanien) till öster (Italien).
- Ebro/Èbre (nära Deltebre, Spanien)
  - Segre (vid Mequinenza, Spanien)
- Tech (nära Argelès-sur-Mer)
- Têt (nära Perpignan)
- Agly (vid Le Barcarès)
- Aude (nära Narbonne)
  - Orbieu (vid Raissac-d'Aude)
- Orb (vid Valras-Plage)
- Hérault (nära Agde)
  - Vis (nära Ganges)
- Vidourle (vid Le Grau-du-Roi)
- Rhône (vid Port-Saint-Louis-du-Rhône)
  - Gard or Gardon (vid Beaucaire)
  - Durance (vid Avignon)
    - Calavon (nära Caumont-sur-Durance)
    - Verdon (vid Saint-Paul-lès-Durance)
    - Asse (vid Valensole)
    - Bléone (vid Les Mées)
    - Buëch (vid Sisteron)
    - Ubaye (nära La Bréole)
    - Guil (vid Guillestre)

  - Ouvèze (nära Avignon)
  - Cèze (vid Codolet)
  - Ardèche (vid Pont-Saint-Esprit)
    - Chassezac (vid Saint-Alban-Auriolles)

  - Drôme (vid Loriol-sur-Drôme)
  - Eyrieux (vid Beauchastel)
  - Isère (nära Valence)
    - Drac (vid Grenoble)
      - Romanche (nära Vizille)

    - Arc (nära Saint-Pierre-d'Albigny)

  - Galaure (vid Saint-Vallier)
  - Saône (vid Lyon)
    - Azergues (vid Anse)
    - Chalaronne (vid Saint-Didier-sur-Chalaronne)
    - Veyle (nära Mâcon)
    - Reyssouze (nära Pont-de-Vaux)
    - Seille (nära Tournus)
      - Sâne Vive (vid Brienne)
        - Sâne Morte (vid Ménetreuil)

      - Solnan (vid Louhans)
        - Vallière (vid Louhans)
        - Sevron (vid Varennes-Saint-Sauveur)

    - Grosne (vid Marnay)
    - Doubs (vid Verdun-sur-le-Doubs)
      - Loue (nära Dole)
      - Allaine/Allan (nära Montbéliard)

    - Ouche (vid Saint-Jean-de-Losne)
    - Tille (nära Auxonne)
    - Ognon (vid Pontailler-sur-Saône)
    - Côney (vid Corre)

  - Ain (nära Pont-de-Chéruy)
    - Albarine (vid Châtillon-la-Palud)

  - Bourbre (vid Chavanoz)
  - Fier (vid Seyssel)
    - Chéran (vid Rumilly)

  - Arve (vid Genève, Switzerland)
- Touloubre (vid Saint-Chamas via the Étang de Berre lagoon)
- Arc (nära Berre-l'Étang via the Étang de Berre)
- Argens (vid Fréjus)
- Var (vid Saint-Laurent-du-Var)
  - Estéron (vid Saint-Martin-du-Var)
  - Tinée (nära Utelle)
- Roya (vid Ventimiglia, Italien)

#### Korsika
Vattendragen i denna sektion är sorterade moturs längs med den korsikanska kusten med början vid Cap Corse.
- Golo (nära Bastia)
- Tavignano (vid Aléria)
- Taravo (nära Propriano)
- Cavu (nära Zonza)

#### Poflodbäcken (Adriatiska havet)
- Po/Pô (nära Venedig, Italien)
  - Dora Riparia/Doire Ripaire (vid Turin, Italien)
    - Cenischia/Cenise (vid Susa, Italien)